# Christos Kalabogias
Christos Kalabogias ist ein US-amerikanischer Schauspieler.

## Leben
Von 2006 bis 2010 studierte Kalabogias an der Northeastern Illinois University die Fächer Business Marketing und Management. Von 2012 bis 2013 lernte er an den Edgemar Studios Schauspiel.
Kalabogias begann 2011 durch das Mitwirken in drei Kurzfilmen mit dem Filmschauspiel. 2016 übernahm er eine größere Rolle im Spielfilm Independents – War of the Worlds.

## Filmografie
- 2011: Identity (Kurzfilm)
- 2011: Buon Appetito (Kurzfilm)
- 2011: Streets
- 2013: Geo’s Pizza (Fernsehserie, Episode 1x08)
- 2013: The Sigil
- 2013: Panous Anti-Aging Cream (Kurzfilm)
- 2014: The Lower Caste (Fernsehserie)
- 2016: Independents – War of the Worlds (Independents’ Day)
- 2016: Mouthpiece
- 2016: Best Thanksgiving Ever (Sprecherrolle)